# Mattisbäcken
Mattisbäcken är en bäck mellan Trolltjärnen och Hällsjön i Åflo, Offerdals socken, Krokoms kommun. 
Bäcken rinner bl.a. genom en djup bäckdal vid Solgård som tidigare användes som festplats i Kaxås och Åflo. Vid bäcken ligger Åflo smedja, på den plats där Åflo mejeri låg före eldsvådan 1932. Mattisbäcken finns gestaltad i ett konstverk av Anders Vardam på Åre Östersund flygplats på Frösön. Konstverket invigdes den 29 mars 2005. Initiativtagare var Maths O Sundqvist från Kaxås. 
Bäcken har fått sitt namn från Mattissläkten i Åflo.